# أنتوني زربي
أنتوني زربي (بالإنجليزية: Anthony Zerbe) هو ممثل أمريكي، ولد في 20 مايو 1936 في الولايات المتحدة.

## أعمال

### أفلام
- (1967) كول هاند لوك[4]
- (1973) بابيلون[5][6][7]
- (1977) نقطة التحول
- (1989) رخصة للقتل[8][9]
- (2003) الماتريكس 2[10][11][12]
- (2003) الماتريكس 3[13][14][15]
- (2013) احتيال أمريكي[16][17]

### مسلسلات
- كولمبو

## وصلات خارجية
- أنتوني زربي على موقع IMDb (الإنجليزية)
- أنتوني زربي على موقع ألو سيني (الفرنسية)
- أنتوني زربي على موقع تيرنر كلاسيك موفيز (الإنجليزية)
- أنتوني زربي على موقع أول موفي (الإنجليزية)
- أنتوني زربي على موقع قاعدة بيانات برودواي على الإنترنت (الإنجليزية)
- أنتوني زربي على موقع قاعدة بيانات الأفلام السويدية (السويدية)
- أنتوني زربي على موقع إن إن دي بي (الإنجليزية)
- أنتوني زربي على موقع قاعدة بيانات الفيلم (الإنجليزية)
- أنتوني زربي على موقع كينوبويسك (الروسية)